# 安井春哲仙角
安井春哲仙角（やすい しゅんてつせんかく、1711年（正徳元年） - 1790年1月30日（寛政元年12月16日））は、江戸時代の囲碁棋士で、家元安井家の五世安井仙角。元の名は田中春哲。近江国生れ、四世安井仙角門下、準名人八段。

## 経歴
小路権田夫の子として生まれる。1728年(享保13年)に四世仙角の跡目知仙が没したため、1735年(享保20年)に再跡目となって安井春哲と名乗り、御城碁初出仕、本因坊秀伯に先番2目勝。

### 家元間の確執
1737年(元文2年)に四世仙角が没し、家督を継いで五世安井仙角となる。この年には伊藤宗看による「碁将棋名順の訴」も起き、仙角は林因長門入、井上春碩因碩、本因坊秀伯とともに従来の順位を守った。1739年(元文4年)の本因坊秀伯の七段昇進を求めた際には仙角が林因長門入、井上春碩因碩を説得するが同意を得られなかった。1743年(寛保3年)に門入が名人碁所出願した際には、本因坊伯元とともに反対の異義書を提出して争碁を迫り、門入を断念に至らせた。1748年(寛延元年)より弟子の原仙哲を跡目として、御城碁に出仕させる。
1766年(明和3年)に本因坊察元が碁所就位を出願した際には、井上春碩因碩とともに反対し、察元と春碩の争碁に至った。争碁により翌年察元が名人に就くと、仙角と因碩は跡目の仙哲、春達との争碁を察元に求め、更に察元の碁所就位に反対して跡目との対局を求めた。しかし察元の反駁で寺社奉行からは認められず、察元は1770年(明和7年)碁所に就き、お止め碁となった。

### 後継
御城碁は1771年(明和8年)に最後の出仕、生涯では30局を勤めた。1772年(明和9年)に、門下の坂口仙徳六段を外家として御城碁への出仕を推薦、外家の出仕は星合八碩以来となった。
1775年(安永4年)に退隠し、仙哲に家督を譲る。しかし仙哲は1780年(安永9年)に37歳で死去したため、既に仙哲の養子に迎えていた仙徳の子の仙知に17歳二段で跡式相続して家督を継がせ、七世安井仙知とした。1789年(寛政元年)没。法名は高石院仙角日慰信士、深川浄心寺に葬られる。

## 一線ハイの譜
1739年（元文4年）、井上家門人の相原可碩との対局で、右下の石を助けるために一線を9本ハッた棋譜が残されており、実戦で生じた珍形としてよく取り上げられる。これによって自分の石を助け、相手の石を取り込んだが、中央を破られたため総合的に見て得はなく、結果は仙角の11目負けに終わった。詳細は相原可碩の項目を参照。

## 御城碁戦績
- 1735年(享保20年) 先番2目勝 本因坊秀伯
- 1736年(元文元年) 先番ジゴ 井上春碩因碩
- 1737年(元文2年) 先番1目勝 本因坊秀伯
- 1738年(元文3年) 白番3目勝 林因長門入
- 1739年(元文4年) 白番5目負 林門利
- 1740年(元文5年) 先番1目負 井上春碩因碩
- 1741年(寛保元年) 白番ジゴ 本因坊伯元
- 1742年(寛保2年) 先番13目負 林因長門入
- 1743年(寛保3年) 白番2目負 本因坊伯元
- 1745年(延享2年) 先番4目勝 本因坊伯元
- 1746年(延享3年) 白番3目負 本因坊伯元
- 1749年(寛延2年) 先番ジゴ 井上春碩因碩
- 1750年(寛延3年) 白番4目負 井上春達
- 1751年(宝暦元年) 向二子1目負 林転入門入
- 1752年(宝暦2年) 先番2目勝 井上春達
- 1753年(宝暦3年) 白番5目勝 井上春碩因碩
- 1754年(宝暦4年) 白番ジゴ 林転入門入
- 1755年(宝暦5年) 白番3目負 井上春達
- 1756年(宝暦6年) 先番3目勝 本因坊察元
- 1759年(宝暦9年) 先番3目勝 井上春碩因碩
- 1760年(宝暦10年) 白番4目負 井上春達
- 1761年(宝暦11年) 白番2目負 林祐元門入
- 1763年(宝暦13年) 白番12目負 林祐元門入
- 1764年(明和元年) 先番ジゴ 井上春碩因碩
- 1765年(明和2年) 先番3目勝 林祐元門入
- 1766年(明和3年) 白番10目負 林祐元門入
- 1768年(明和5年) 先番ジゴ 井上春碩因碩
- 1768年(明和5年) 白番5目負 安井仙哲
- 1771年(明和8年) 先番3目勝 井上春達因碩
- 1771年(明和8年) 二子中押勝 本因坊察元